# Vanoxite
La vanoxite è un minerale.